# Veaugues
Veaugues és un municipi francès, situat al departament de Cher i a la regió de Centre – Vall del Loira. L'any 2007 tenia 660 habitants.

## Demografia

### Població
El 2007 la població de fet de Veaugues era de 660 persones. Hi havia 276 famílies, de les quals 100 eren unipersonals (24 homes vivint sols i 76 dones vivint soles), 92 parelles sense fills, 72 parelles amb fills i 12 famílies monoparentals amb fills.
La població ha evolucionat segons el següent gràfic:
Habitants censats

### Habitatges
El 2007 hi havia 390 habitatges, 286 eren l'habitatge principal de la família, 71 eren segones residències i 33 estaven desocupats. 380 eren cases i 8 eren apartaments. Dels 286 habitatges principals, 209 estaven ocupats pels seus propietaris, 67 estaven llogats i ocupats pels llogaters i 10 estaven cedits a títol gratuït; 5 tenien una cambra, 14 en tenien dues, 56 en tenien tres, 85 en tenien quatre i 126 en tenien cinc o més. 235 habitatges disposaven pel capbaix d'una plaça de pàrquing. A 125 habitatges hi havia un automòbil i a 115 n'hi havia dos o més.

### Piràmide de població
La piràmide de població per edats i sexe el 2009 era:
| Homes | Edats   | Dones |
| ----- | ------- | ----- |
| 0     | 95 o +  | 0     |
| 8     | 90 a 94 | 0     |
| 0     | 85 a 89 | 12    |
| 0     | 80 a 84 | 8     |
| 32    | 75 a 79 | 16    |
| 16    | 70 a 74 | 12    |
| 24    | 65 a 69 | 36    |
| 8     | 60 a 64 | 16    |
| 24    | 55 a 59 | 28    |
| 32    | 50 a 54 | 24    |
| 32    | 45 a 49 | 20    |
| 20    | 40 a 44 | 24    |
| 16    | 35 a 39 | 20    |
| 32    | 30 a 34 | 20    |
| 8     | 25 a 29 | 4     |
| 8     | 20 a 24 | 16    |
| 32    | 15 a 19 | 12    |
| 16    | 10 a 14 | 20    |
| 8     | 5 a 9   | 12    |
| 8     | 0 a 4   | 8     |

## Economia
El 2007 la població en edat de treballar era de 388 persones, 285 eren actives i 103 eren inactives. De les 285 persones actives 264 estaven ocupades (145 homes i 119 dones) i 21 estaven aturades (8 homes i 13 dones). De les 103 persones inactives 43 estaven jubilades, 20 estaven estudiant i 40 estaven classificades com a «altres inactius».

### Ingressos
El 2009 a Veaugues hi havia 283 unitats fiscals que integraven 622 persones, la mediana anual d'ingressos fiscals per persona era de 17.462,5 €.

### Activitats econòmiques
Dels 24 establiments que hi havia el 2007, 1 era d'una empresa alimentària, 6 d'empreses de construcció, 5 d'empreses de comerç i reparació d'automòbils, 3 d'empreses de transport, 1 d'una empresa d'hostatgeria i restauració, 1 d'una empresa immobiliària, 2 d'empreses de serveis, 4 d'entitats de l'administració pública i 1 d'una empresa classificada com a «altres activitats de serveis».
Dels 9 establiments de servei als particulars que hi havia el 2009, 1 era una oficina de correu, 1 taller de reparació d'automòbils i de material agrícola, 2 paletes, 1 guixaire pintor, 1 fusteria, 1 lampisteria, 1 perruqueria i 1 restaurant.
Dels 2 establiments comercials que hi havia el 2009, 1 era una botiga de més de 120 m² i 1 una botiga de menys de 120 m².
L'any 2000 a Veaugues hi havia 23 explotacions agrícoles que ocupaven un total de 1.824 hectàrees.

## Equipaments sanitaris i escolars
L'únic equipament sanitari que hi havia el 2009 era una farmàcia.
El 2009 hi havia una escola elemental integrada dins d'un grup escolar amb les comunes properes formant una escola dispersa.

## Poblacions més properes
El següent diagrama mostra les poblacions més properes.